# Jacques Matter

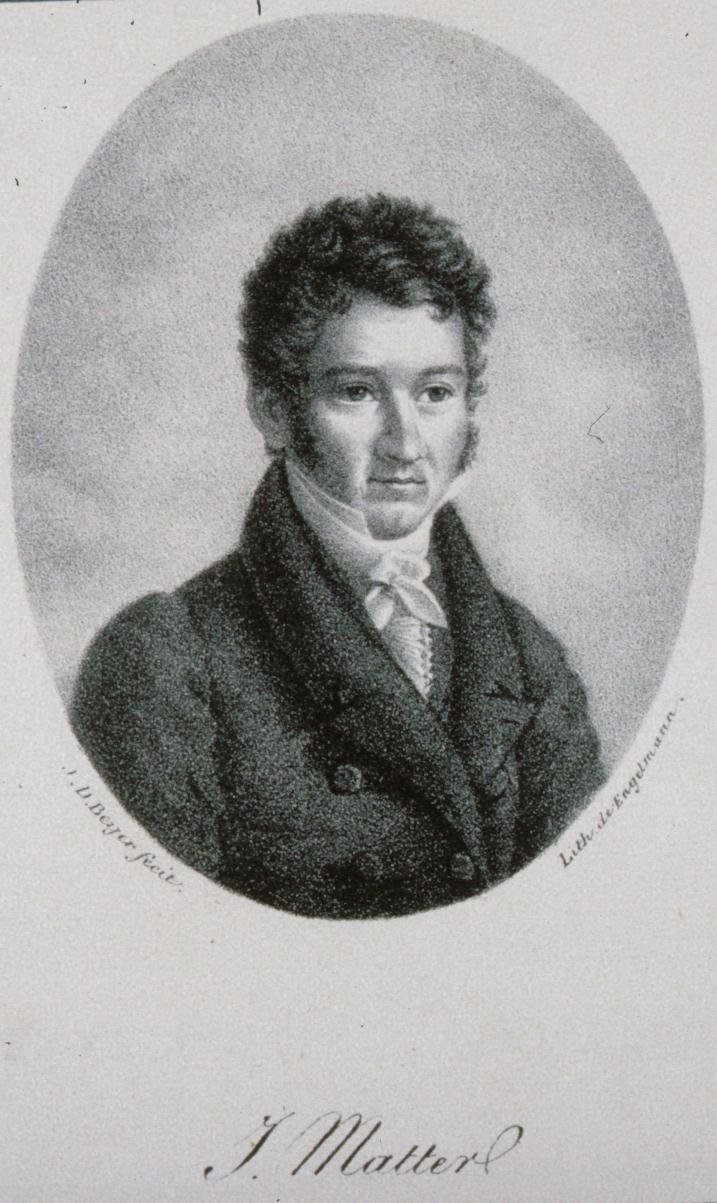
Jacques Matter, litografi av J.D. Beyer och Engelmann, Godefroy Engelmann.

Jacques Matter, född den 31 maj 1791 i Alteckendorf i Elsass, död den 22 juni 1864 i Strassburg, var en fransk teologisk och filosofisk skriftställare.
Matter hade i ett årtionde varit collègedirektor i Strassburg och professor i kyrkohistoria vid den protestantiska fakulteten där, då han 1832 kallades till Paris som generalinspektör över studierna. År 1845 blev han generalinspektör för de franska allmänna biblioteken, men återvände snart till Strassburg. Bland hans skrifter märks Essai historique sur l'école d’Alexandrie (1820; 2:a upplagan 1840-44), Histoire critique du gnosticisme (1828; 2:a upplagan 1843-44), Histoire des doctrines morales et politiques des trois derniers siècles (3 band, 1836-37; svensk översättning "De tre sista århundradenas sedliga och politiska läror", 1844) samt Emmanuel de Swedenborg (1863; "Emanuel Svedenborg", 1864).